# Стаффа
Ста́ффа (англ. Staffa, в переводе с древнескандинавского: остров из столбов, шестов) — остров, входит в островную группу Внутренние Гебриды, находится у западного побережья Шотландии, в области Аргайл и Бьют.
Из-за базальтовых колонн этот остров был похож на дома викингов, которые и дали ему такое название.
Он находится примерно в 10 километрах к западу от острова Малл. Его площадь составляет 33 гектара и высота над уровнем моря в самой высокой точке 42 метра.
Остров стал широко известен во второй половине 18-го века, после того как на нём побывал Сэр Джозеф Банкс. Он и его спутники восхваляли красоту базальтовых колонн и главную морскую пещеру острова, которую Банкс назвал Фингалова пещера. В течение последующих двух столетий остров посетило много других выдающихся личностей, включая Королеву Викторию и Феликса Мендельсона, который написал потом увертюру«Гебриды», что принесло ещё большую популярность этому необитаемому острову. Сейчас остров находится под охраной National Trust for Scotland (благотворительная организация, которая охраняет и популяризирует природное и культурное наследие Шотландии).

## География
Стаффа — один из Внутренних Гебридских островов, лежащих у Шотландского побережья Соединенного Королевства, он находится примерно в 10 километрах к западу от острова Малл, в 9 километрах к северо-востоку от острова Айона и в 700 метрах к югу от острова Гометра. Его площадь составляет 33 гектара и высота над уровнем моря в самой высокой точке 42 метра. Это продольно ориентированный с севера на юг остров, длиной в километр и примерно полкилометра в ширину. На северо-востоке остров пологий к берегу, но остальное побережье сильно изрезано и имеет многочисленные пещеры, созданные дождём, ручьями и океаном. На острове достаточно травы, чтобы кормить некоторое количество крупного рогатого скота, которое содержится на острове.
Наиболее известной достопримечательностью Стаффа является Фингалова пещера — большая морская пещера, расположенная недалеко от южной оконечности острова, примерно 20 метров в высоту и 75 метров в длину, образованная в скалах из выстроившихся вплотную друг к другу базальтовых колонн правильной формы, от трех- до восьмигранных, чаще же всего — шестигранных. В действительности происхождение этих стройных столбов вот какое: стремительно выброшенная вверх лава, медленно остывая, кристаллизовалась, принимая нынешнюю форму.

## Филателия
В 1970-х годах были выпущены марки острова Стаффа. Всемирным почтовым союзом не признаны, как знаки почтовой оплаты не использовались.

## Топографические карты
- Лист карты O-29-Д.

## В литературе
Действие романа Жюля Верна «Зеленый луч» частично происходит на о. Стаффа.